# America: A Tribute to Heroes
America: A Tribute to Heroes foi um concerto-beneficente organizado pelo ator George Clooney, sendo transmitido pelas emissoras de televisões dos Estados Unidos devido aos Ataques de 11 de setembro de 2001 no World Trade Center em Nova Iorque e ao Pentágono, departamento de defesa sediado em Virgínia.
Feito no estilo de uma maratona, apresentando uma série de artsitas nacionais e internacionais, realizado para arrecadar dinheiro para as vítimas suas famílias em particular, mas não se limtando dos bombeiro e policiais de Nova Iorque. Ela foi ao ar em 21 de setembro de 2001, sem interrupções e sem intervalos comerciais. Foi lançado 4 de dezembro de 2001 em CD e DVD.
Em um palco iluminado por centenas de velas, 21 artistas se apresentaram de luto durante as canções de esperança, enquanto que vários atores e outras celebridades falavam mensagens curtas. Mais de 35 redes e emissoras a cabo transmitiam simultaneamente o "America: A Tribute to Heroes", incluindo a American Broadcasting Company (ABC), Columbia Broadcasting System (CBS), Fox Broadcasting Company (FOX), National Broadcasting Company (NBC), A&E Network (A&E), Black Entertainment Television (BET), Country Music Television (CMT), Home Box Office (HBO) e muitas outras.

## Lista de faixas
| Disco 1 |                                                       |                                                         |         |  |
| N.º     | Título                                                | Artistas                                                | Duração |  |
| 1.      | "My City of Ruins"                                    | Bruce Springsteen                                       | 4:35    |  |
| 2.      | "Love's In Need of Love"                              | Stevie Wonder, Take 6                                   | 4:47    |  |
| 3.      | "Peace on Earth (Intro) / Walk On" (Live from London) | U2, Dave Stewart, Natalie Imbruglia, Steinberg Morleigh | 5:26    |  |
| 4.      | "There Will Come a Day"                               | Faith Hill com Música gospel                            | 3:46    |  |
| 5.      | "I Won't Back Down"                                   | Tom Petty, The Heartbreakers                            | 3:53    |  |
| 6.      | "Hero"                                                | Enrique Iglesias                                        | 4:31    |  |
| 7.      | "Imagine" (John Lennon)                               | Neil Young                                              | 3:12    |  |
| 8.      | "Someday We'll All Be Free" (Donny Hathaway)          | Alicia Keys                                             | 4:51    |  |
| 9.      | "Wish You Were Here" (Pink Floyd)                     | Limp Bizkit, John Rzeznik                               | 3:43    |  |
| 10.     | "New York State of Mind"                              | Billy Joel                                              | 6:01    |  |

| Disco 2 |                                              |                    |         |  |
| N.º     | Título                                       | Artsitas           | Duração |  |
| 1.      | "I Believe in Love"                          | Dixie Chicks       | 4:21    |  |
| 2.      | "Everyday"                                   | Dave Matthews Band | 3:31    |  |
| 3.      | "Redemption Song (Bob Marley & The Wailers)" | Wyclef Jean        | 4:10    |  |
| 4.      | "Hero"                                       | Mariah Carey       | 4:24    |  |
| 5.      | "Livin' on a Prayer"                         | Bon Jovi           | 4:52    |  |
| 6.      | "Safe and Sound"                             | Sheryl Crow        | 5:03    |  |
| 7.      | "Fragile"                                    | Sting              | 2:44    |  |
| 8.      | "Long Road (Pearl Jam)"                      | Eddie Vedder       | 4:17    |  |
| 9.      | "Bridge over Troubled Water"                 | Paul Simon         | 4:37    |  |
| 10.     | "God Bless America"                          | Celine Dion        | 3:47    |  |
| 11.     | "America the Beautiful"                      | Willie Nelson      | 4:40    |  |

## Álbum de vídeo
O vídeo-documentário de America: A Tribute to Heroes, teve uma maratona de duas horas, que foi ao ar em todas as grandes redes de TV (e uma série de redes a cabo), onde as celebridades arrecadaram dinheiro para as vítimas do ao ataque terrorista de 11 de setembro de 2001 em Nova Iorque e Washington, D.C., e ao avião que caiu na Pensilvânia.

## Intervenções

### Créditos
- Eli Attie
- Bill Clark
- Chris Connelly
- Terry Edmonds
- Tom Fontana
- Marshall Herskovitz
- David Leaf
- Ann F. Lewis
- Peggy Noonan
- Eugene Pack
- Philip Rosenthal
- Robert Shrum
- David Wild
- Edward Zwick

### Elenco
| - Muhammad Ali - Halle Berry - Jon Bon Jovi - Bono Vox - Wes Borland - Amy Brenneman - Mike Campbell - Mariah Carey - Jim Carrey - Alvin Chea - Adam Clayton - George Clooney - Cindy Crawford - Sheryl Crow - Tom Cruise - John Cusack - Benicio Del Toro - Robert De Niro - Cedric Dent - Danny DeVito - Cameron Diaz | - Céline Dion - Dixie Chicks - Fred Durst - Clint Eastwood - Howie Epstein - Sally Field - Calista Flockhart - Dennis Franz - Andy Garcia - Whoopi Goldberg - Cuba Gooding Jr. - Kelsey Grammer - Tom Hanks - Goldie Hawn - Salma Hayek - Faith Hill - Enrique Iglesias - Mick Jagger - Wyclef Jean - Billy Joel | - Jane Kaczmarek - Michael Keaton - Alicia Keys - Joey Kibble - Mark Kibble - Nicole Kidman - Limp Bizkit - Lucy Liu - Martie Maguire - Natalie Maines - Dave Matthews - Mike McCready - Reba McEntire - Claude McKnight - Larry Mullen Jr. - Mike Myers - Willie Nelson - Jack Nicholson - Conan O'Brien - Al Pacino | - Sarah Jessica Parker - Rhea Perlman - Tom Petty - Brad Pitt - Keith Richards - Julia Roberts - Emily Robison - Chris Rock - Ray Romano - Kurt Russell - Meg Ryan - Johnny Rzeznik - Richie Sambora - Adam Sandler - Paul Shaffer - Paul Simon - Will Smith - Jimmy Smits - Bruce Springsteen - Sylvester Stallone | - Ben Stiller - Sting - Take 6 - Christine Taylor - The Edge - David Thomas - U2 - Eddie Vedder - Mark Wahlberg - Sela Ward - Don Was - Robin Williams - Stevie Wonder - James Woods - Neil Young - Pope John Paul II |

| Críticas profissionais | Críticas profissionais |
| Avaliações da crítica  | Avaliações da crítica  |
| Fonte                  | Avaliação              |
| ---------------------- | ---------------------- |
| Amazon.com             | [ 2 ]                  |
| Allmusic               | [ 3 ]                  |

## Histórico de lançamento
| País           | Data                    | Gravadora  |
| -------------- | ----------------------- | ---------- |
| Estados Unidos | 21 de setembro de 2001  | Interscope |
| Japão          | 17 de janeiro de 2002   | Interscope |
| Países Baixos  | 15 de fevereiro de 2002 | Interscope |
| França         | 22 de fevereiro de 2002 | Interscope |